# Das Freudenhaus
Das Freudenhaus ist ein 1970 entstandenes, deutsches Filmmelodram aus dem Hurenmilieu von Alfred Weidenmann, der auch das Drehbuch verfasste. Es basiert auf dem gleichnamigen Roman (1966) von Henry Jaeger.

## Handlung
Dieses Freudenhaus ist weniger ein Haus der Freude als vielmehr eine Heimstatt, Unterkunft und Zufluchtsstätte für Zu-kurz-Gekommene, verkorkste Einsame und traurige Verlassene, Freaks und Verlierer der Gesellschaft allesamt. Rosa ist eine alternde Bordsteinschwalbe, die sich endlich nach einer bürgerlichen Existenz sehnt, und Leopold Grün, ein wenig erfolgreicher Zirkusartist – seine Spezialität: Hundeimitationen – wollen sich zusammentun, um der Angst vor dem Alter und der Einsamkeit zu entgehen. Sie heiraten daher, ohne dass diese Ehe mehr als ein ökonomisches Zweckbündnis zur sozialen und finanziellen Altersabsicherung sein könnte. Gemeinsam wollen sie sich eine Existenz als Vermieter aufbauen und kaufen daraufhin ein entsprechendes Vorstadthaus mit angeschlossenem Kneipenlokal.
Doch es erweist sich als schwerer als gedacht, zahlungskräftige Mieter zu finden. Erst als einige leichte Mädchen einziehen, kommt Rosa auf die Idee, aus beiden Wohngebäuden ein Freudenhaus zu machen. Plötzlich brummt der Laden, die Kunden – „ehrbare“ Bürger ebenso wie Randgestalten der Gesellschaft – kommen zuhauf, und die anfänglichen finanziellen Schwierigkeiten sind wie weggeblasen. Doch Leopold entpuppt sich als eine miese Type, als Betrüger und Dieb, der Rosa hintergeht. Für ihn war das Freudenhaus nur eine Zwischenstation zum eigenen Glück, und das war nicht an der Seite Rosas geplant. Eines Tages ist er verschwunden und mit ihm die stolze Summe von 70.000 DM.

## Produktionsnotizen
Das Freudenhaus wurde ab der zweiten Novemberhälfte bis kurz vor Weihnachten 1970 in den Studios von Bendestorf vor den Toren Hamburgs gedreht und am 28. Januar 1971 im Regina-Kino von Hannover uraufgeführt.

## Kritiken
„Viel Freude gibt es nicht in dem Freudenhaus, das Alfred Weidenmann frei nach Henry Jaegers gleichnamigem Roman auf die Leinwand bannte. In dem schäbigen, abbruchreifen Ecklokal unterhalb des Bahndamms treffen sich die Outsider der bürgerlichen Gesellschaft: Kontrolldamen, Homos, Lebensuntüchtige, körperlich oder seelisch Lädierte. Der Versuch Leopolds und Rosas, sich eine gesicherte Existenz zu schaffen, scheitert an der eigenen Unzulänglichkeit. Die sozialen Zusammenhänge bleiben verschwommen. Schicksal bricht sich an Rosas breiter Brust, und Schicksal ist immer was Schlimmes. Sehenswert wird der Film durch einige gute darstellerische Leistungen: Karin Jacobsen, Herbert Fleischmann, Gisela Peltzer und Gisela Trowe.“

„Dem Regisseur, der nach der „Festung“ wieder einen Roman von Henry Jaeger verfilmt hat, mag ein deftiges sozialkritisches Sittengemälde vorgeschwebt haben, doch seine Tragikomödie bringt es nur zu sentimentalen, kitschigen Einsichten über das Leben schlechthin: daß Huren von einem bürgerlichen Leben träumen, Bürger pervers sind, auch Blinde menschliche Regungen haben und alle einsam sind und nach einem Zipfelchen Glück grapschen.“

„Regisseur Alfred Weidenmann, der auch schon Jaegers "Festung" verfilmt hat, bringt sie [diese Geschichte] so effektvoll ins Bild, wie sich das … in der Epoche der Pornophilie geziemt: mit wippenden Brüsten, heftig schuckelnden Betten und vielerlei anderem Bumsfallera. (…) Ein paar Homosexuelle, ein paar Zuhälter, ein Liliputaner und etliche abseitig veranlagte Bürger sind mit im Spiel, auch eine gealterte Ehefrau, die ihren blinden Mann vom blinden Sängerchor mit einem anderen Blinden so lange betrügt, bis der eine Blinde dem anderen den Schädel einschlägt. Und Rosas Tochter, die, noch nicht ganz 16, soeben aus dem Internat kommt, wippt auch schon tüchtig mit. Zum Schluß brennt der fiese Leopold mit dem Ersparten durch. Hier schlägt wieder einmal das Schicksal zu, und die Träne im Hurenauge zeigt an: Aus der Traum vom bürgerlichen Glück, denn die Verhältnisse, sie sind nicht so. Andere Verhältnisse hat Weidenmann in seiner keineswegs sozialkritischen Milieu-Studie nicht zu bieten. Er sagt nur dies: Auch Kleinbürger können pervers sein. Und: Prostituierte sind auch Menschen. Wer ohne Fehl ist unter uns, der werfe den ersten Stein. Er werfe ihn auf Weidenmann.“

In Filme 1971–76, Handbuch der katholischen Filmkritik ist zu lesen: „Bordellromanze mit Hintertreppencharakter, die statt Charaktere Nummern vorführt und im übrigen das Genre wie ein Werbefilm glorifiziert.“
Im Lexikon des Internationalen Films heißt es: „Unterhaltungsfilm, der sich um moralische Ehrenrettung des Milieus und anspruchsvolle Charakterstudien bemüht, es aber nur zu einer süßlich-tragischen Bordellromanze bringt.“